# Честный вор
«Че́стный вор» — рассказ Фёдора Достоевского, опубликованный в 1848 году в четвёртом номере журнала «Отечественные записки» А. А. Краевского.

## Замысел и история создания
На основании общего образа «неизвестного» повествователя в данном рассказе и ряде других произведений Достоевского исследователи творчества писателя делают вывод, что Фёдор Михайлович задумывал цикл произведений. В «Рассказах бывалого человека», частью которых должен был стать рассказ «Честный вор», рассказчик предстаёт перед читателями хроникёром. В то же время в рассказе «Ёлка и свадьба» он выступает очевидцем. Сходство рассказчика в этих произведениях с фланёром в фельетоне «Петербургской летописи» позволяет исследователям предположить, что цикл был задуман во второй половине 1847 года или в начале 1848 года.
Согласно изначальному замыслу писателя, цикл «Рассказы бывалого человека» должен был включать в себя три рассказа: «Отставной», «Домовой» и «Честный вор». Произведения объединял общий главный герой — Астафий Иванович. Первый рассказ должен был представить персонажа, рассказав о его военном прошлом и участии в Отечественной войне 1812 года. Во втором рассказе планировалось описать петербургскую жизнь и работу бывшего солдата. «Честный вор» замыкал цикл, рассказывая о периоде безработицы и встрече с пьяницей Емелей. Название последнего рассказа происходит от одноимённой комедии-водевиля Дмитрия Ленского 1829 года.
Однако «Домовой» остался ненаписанным. 29 февраля 1848 года Петербургский цензурный комитет разрешил печать представленного произведения, состоящего из рассказов «Отставной» и «Честный вор». Впервые они были опубликованы в четвёртом номере журнала «Отечественные записки» Андрея Александровича Краевского под заглавием «Рассказы бывалого человека. (Из записок неизвестного). I. Отставной. II. Честный вор».
При переиздании рассказа в 1860 году Достоевский учёл замечания критики и значительно переработал первоначальное произведение. Он убрал заглавие «Рассказы бывалого человека», а самостоятельные части «Отставной» и «Честный вор» объединил в один рассказ: «Честный вор (Из записок неизвестного)». Объединение произошло с уменьшением размера за счёт сокращения большей части рассказа «Отставной» и назидательного финала рассказа «Честный вор». Помимо этого Достоевским была произведена значительная стилистическая правка текста.

## Главные герои
Главный герой рассказа — отставной военный Астафий Иванович, временно пребывающий без работы. Степан Яновский в своих воспоминаниях упоминает о том, что у Астафия Ивановича существовал реальный прототип, «имя которого Фёдор Михайлович отметил тёплым словом в одной из своих повестей» — отставной унтер-офицер Евстафий, служивший у Достоевских. В первоначальном варианте образ Астафия Ивановича производил впечатление максимально фактографичного персонажа. В тех эпизодах, где воспоминания забывчивого героя о его участии в военных событиях 1812 года отличались от общеизвестных описаний, Достоевский дополнял собственными подстрочными комментариями: «Ясное дело, что реляция Астафия Ивановича во многом не совсем справедлива. Надеемся, что читатели извинят наивность познаний его». В финальной редакции Достоевский типологизирует своего героя Астафия Ивановича, который не только отставной военный, а отставной из числа бывалых людей. Писатель следовал в этом образцу написания физиологических очерков середины 1840-х годов.
Другой персонаж — Емеля, — встречается ещё в первом романе Достоевского — «Бедные люди». О нём вспоминает Макар Девушкин: «чиновник, то есть был чиновник, а теперь уже не чиновник, потому что его от нас выключили. Он уж я и не знаю, что делает, как-то там мается». Из мемуаров Яновского также следует, что летом 1847 года Достоевский был «занят сбором денег по подписке в пользу одного несчастного пропойцы, который, не имея на что выпить <…> ходит по дачам и предлагает себя посечься за деньги». Возможно, делают вывод комментаторы, этот эпизод каким-то образом мог быть связан с пьяницей Емелей. Несмотря на то, что Яновский в 1849 году по соображениям предосторожности уничтожил письмо Достоевского с этим сообщением, мемуарист утверждал, что описание этого события в письме писателя было верхом «совершенства в художественном отношении, в нём было столько гуманности, столько участия к бедному пропойце».

## Сюжет
Неизвестный рассказчик повествует о том, что его обычно сдержанная и молчаливая кухарка Аграфена настойчиво попросила как-то своего хозяина пустить в дом одного жильца из «бывалых людей»: отставного солдата Астафия Ивановича. Хозяин согласился, и вот однажды в отсутствие Аграфены и Астафия Ивановича, но в присутствии хозяина-рассказчика в дом проник вор и унёс хозяйскую бекешу. Узнав об этом, вернувшийся Астафий Иванович весьма огорчился и побежал вдогонку за жуликом, но, вернувшись с пустыми руками, рассказал историю о «честном воре», которая произошла за два года до этого с ним самим.
Астафий Иванович познакомился как-то в одной харчевне с бедолагой по имени Емельян Ильич. «Пьянчужка, потаскун и тунеядец» раньше был чиновником, но давно был уволен со службы за свои вредные привычки. Емеля не был буйным пропойцей, поэтому Астафий Иванович пожалел его и приютил у себя дома, кормил и поил его. Сам Астафий Иванович зарабатывал на жизнь портняжным ремеслом, Емеля же не имел никаких занятий вообще, а средства, добываемые неизвестным путём, тратил на пропой. Тогда Астафий Иванович решил приобщить Емелю к труду либо избавиться от него вообще. Но избавиться от Емели оказалось не так просто: не внимая вразумлениям, Емеля по-прежнему пил, а от трудных разговоров с Астафием Ивановичем уходил прочь.
Так продолжалось до тех пор, пока у Астафия Ивановича не произошла пропажа новых рейтузов, изготовленных на продажу. Самое простое, что могло прийти на ум Астафию Ивановичу — кража Емелей, — не укладывалась в его сознании. Настолько он был уверен в честности Емели, и настолько Емеля был обязан Астафию Ивановичу, чтобы переполнить последнюю чашу его терпения вульгарным воровством. На все расспросы о пропаже Емеля давал отрицательный ответ, но иного объяснения потери у Астафия Ивановича просто не находилось. После одного особенно проникновенного разговора с Астафием Ивановичем Емеля решил уйти из дома своего благодетеля, и вернулся только на пятый день после исчезновения.
Вернувшийся Емеля был совершенно нездоров, и вызванный к нему врач констатировал близкую кончину пьяницы. Чувствуя свою близкую смерть, Емеля, чтобы искупить свою вину за воровство, покаялся в своём грехе и завещал Астафию Ивановичу после своей смерти продать его старую ветхую шинель в уплату за краденные рейтузы. Таким образом, несмотря на то, что шинель Емели стоила сущие гроши, честность, в конце концов, возобладала в этом совершенно пропащем и ничтожном человеке.

## Отзывы и рецензии
Павел Анненков стал единственным современным Достоевскому критиком, откликнувшимся на выход нового произведения писателя. В своей статье 1849 года «Заметки о русской литературе прошлого года» он во многом опирался на суждения Виссариона Белинского в годовых обзорах русской литературы 1846—1847 годов. По мнению Анненкова, идея рассказа заключалась в желании «открыть те стороны души, которые человек сохраняет на всяком месте и даже в сфере порока». Анненкова привлекла мысль «заставить говорить человека недалёкого, но которому превосходное сердце заменяет ум и образование». По мнению критика, эпизод «немого страдания бедного пьянчужки Емели» является одним из «действительно прекрасных мест в повести».
Критик отметил связь «Рассказов бывалого человека» с другими произведениями «натуральной школы»: «Нам кажется, если мы не ошибаемся, что оба эти рассказа порождены успехом „Записок охотника“ г. Тургенева. Но тут предстояла опасность, что читатели спросят, да не сидит ли этот бывалый человек постоянно где-нибудь за письменным столом в Петербурге. Вероятно, в предчувствии подобного вопроса со стороны своих читателей, автор прибавил к заглавию в скобках: „Из записок неизвестного“, но внизу, однако ж, подписал большими буквами своё имя <…> маленькие хитрости, отзывающиеся наивной претензией».